# Valerij Konovaljuk
Valerij Konovaljuk, född 31 augusti 1966 i Donetsk i Ukrainska SSR i Sovjetunionen, är en ukrainsk politiker och kandidat i presidentvalet 2014.